# Підчумаль
Підчума́ль — село в Україні, в Закарпатській області, Міжгірській селищній громаді.
Колишня назва — Піжчумаль.
У період австро-угорського панування місцеве населення займалося спецтехнологією обробки заготовленого лісу за замовленням іноземних фахівців. Її теж задумано епізодично відтворити.
Храм Діви Марії

## Туристичні місця
Існує маршрут Петровець — Вільшанське водосховище, протяжність якого сягає майже три десятки кілометрів. Шлях, що пролягає через перевал Прислопець, гору Тяпеш (висота 1324 метри над рівнем моря), сприятливий як для пішої ходьби, верхи на конях, так і вело-, мото-, автоподорожей. Мандрівники досхочу відчують екстрим Карпат. Під час вояжу до виняткової греблі, що є допоміжною спорудою Теребле-Ріцької гідроелектростанції (струм тут виробляють аж дві гірські ріки, зведені через гори воєдино довжелезною трубою), воднораз можна збагатитися букетом вражень від мальовничих видноколів. Не кажучи, що в літню пору за походу можна не лише напитися цілющої мінеральної води, а й назбирати суниць, яфин, малин, ожини, грибів різних порід і сортів… Або, скажімо, завітати до полонинської кошари із колибою і ознайомитися з процесом виготовлення овечої бринзи й різних смачнющих сирів. Напрям має кілька розгалужень. Приміром, у романтичний похід можна вирушити із Завирища, житлового масиву села, по «катунській»-солдатській дорозі (такої назви путівець удостоївся, бо його прокладено під час спорудження військово-оборонної «Лінії Арпада» за часів Другої світової війни).

## Населення
Згідно з переписом УРСР 1989 року чисельність наявного населення села становила 153 особи, з яких 78 чоловіків та 75 жінок.
За переписом населення України 2001 року в селі мешкало 155 осіб.

### Мова
Розподіл населення за рідною мовою за даними перепису 2001 року:
| Мова       | Відсоток |
| ---------- | -------- |
| українська | 99,36 %  |
| російська  | 0,64 %   |